# Rhoda Erdmann
Rhoda Erdmann (5 décembre 1870 - 23 août 1935) est une pionnière allemande de la biologie cellulaire et l'une des rares femmes dans ce domaine à l'époque. Son travail est centré sur la reproduction des protozoaires avec un intérêt marqué pour la culture cellulaire et la reproduction in vitro.

## Jeunesse et formation
Anna Maria Rhoda Erdmann naît le 5 décembre 1870 à Hersfeld. Elle est la fille d'Anna Maria et de Dr Heinrick E. Erdmann, professeur de lycée. Elle fréquente l'école pour filles St. John's à Hambourg, où elle suit une formation d'enseignante pour filles des écoles secondaires et intermédiaires. Après avoir réussi l'examen en 1892, elle déménage en Angleterre, puis en Roumanie pour travailler comme enseignante, pour finalement terminer par un poste dans une Volksschule à Hambourg en 1899.
En 1903, Erdmann quitte son poste d'enseignante pour reprendre ses études. Elle suit des cours de zoologie et de botanique à Berlin, Zurich, Marbourg et Munich. Elle travaille à la station zoologique de Naples et passe l'examen d'entrée à l'université en 1907. En 1908, elle obtient un doctorat en biologie de l'université de Munich, où elle travaille dans le laboratoire du Dr Richard von Hertwig. Sa thèse, Experimentelle Untersuchung der Massenverhältnisse von Plasma, Kern und Chromosomen in dem sich entwickelnden Seeigelei (Enquête expérimentale sur les rapports de masse du plasma, du noyau et des chromosomes dans l'œuf d'oursin en développement) établi sa carrière de protozoologiste. Elle est l'une des premières femmes doctorantes en Allemagne, les femmes n'étant par autorisées à poursuivre des recherches doctorales avant 1900.

## Carrière

### États-Unis, université Yale
À partir de 1908, Erdmann est assistante de recherche à l'Institut Robert-Koch. Elle travaille avec August von Wassermann et tente de développer un vaccin contre le virus Cyanolophia du poulet (aujourd'hui classé H7 Grippe aviaire hautement pathogène). En 1913, elle reçoit une bourse de la Fondation Rockefeller pour conduire des recherches cytologiques au laboratoire zoologique d'Osborn de l'université Yale. Elle y travaille avec Ross Granville Harrison sur des méthodes de propagation de cellules in vitro.
Après la fin de sa bourse, Harrison lui propose un poste de conférencière à Yale - remarquable, étant donné que la charte de l'université doit être modifiée pour admettre une femme professeur. De 1915 à 1918, elle est la première femme membre de la faculté d'études supérieures de Yale. En 1915, elle est nommée associée de recherche au Rockefeller Institute for Medical Research à Princeton, où elle passé ses étés à étudier les techniques de culture tissulaire. Erdmann parvient à cultiver des cellules de moelle osseuse de poulet dans le cadre de ses tentatives d'atténuer le virus de la cyanolophie. Ces études sont importantes pour les travaux futurs en hématologie et en virologie. De plus, ses travaux sur la survie des cultures de paramécie ont conduit à d'importantes connaissances sur la sénescence cellulaire et les méthodes de transmission génétique.
Son travail à Yale et Princeton est interrompu par la Première Guerre mondiale. L'hystérie du temps de guerre jette des soupçons sur les citoyens allemands. En 1918, Erdmann est accusée d'empoisonner l'approvisionnement en eau potable de New Haven et d'introduire le choléra du poulet aux États-Unis. Elle perd son emploi à Yale en février 1918, est emprisonnée de mai à septembre puis elle est libérée par Harrison. Elle est expulsée vers l'Allemagne le printemps suivant.

### Retour en Allemagne, université Frédéric-Guillaume

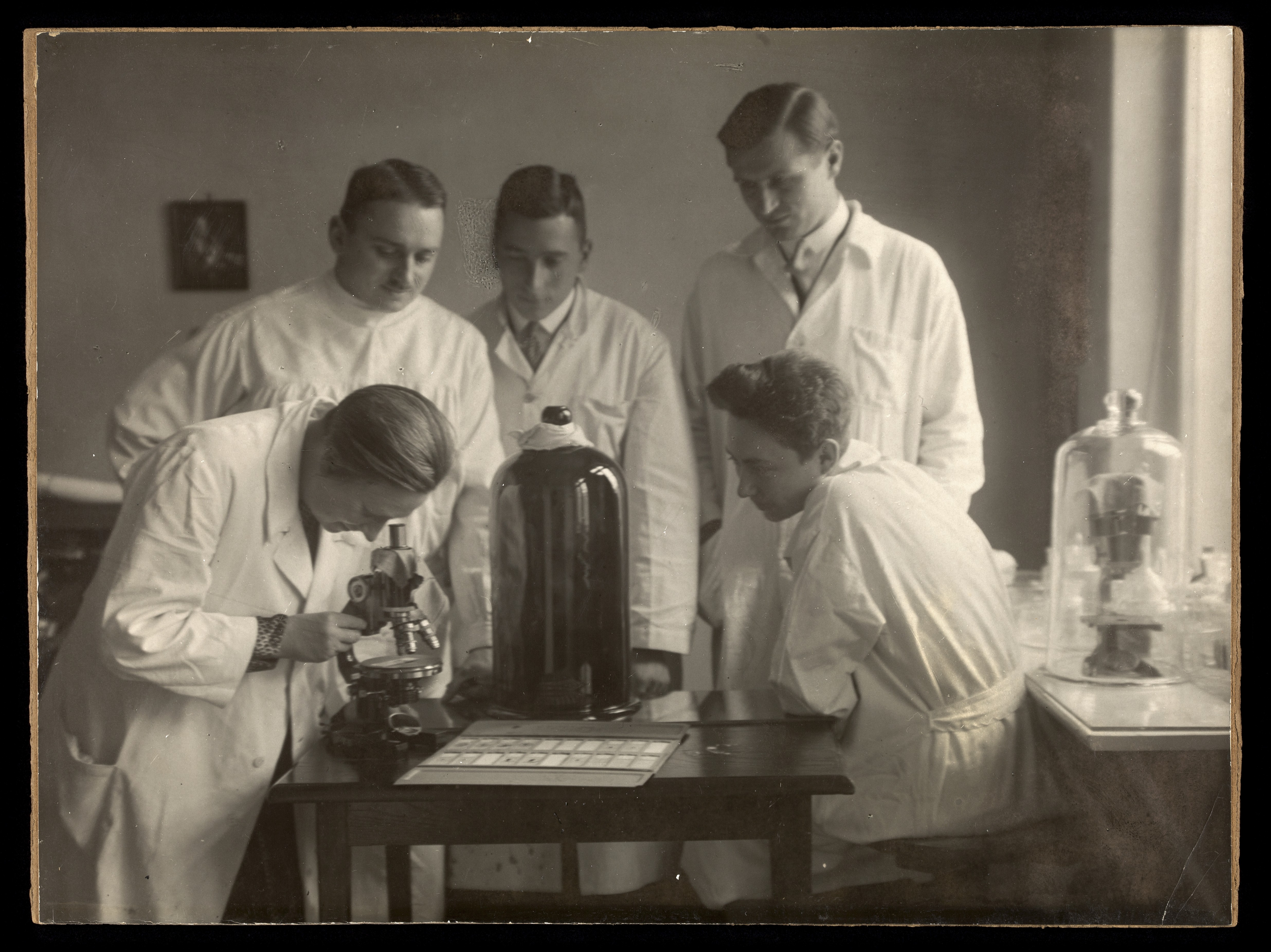
Rhoda Erdmann (en haut à gauche, regardant dans le microscope), Laboratoire de Berlin, 1929

Il lui faut un an pour retrouver un poste à l'Institut de recherche sur le cancer de l'hôpital Charité de l'université Friedrich-Wilhelms de Berlin. Elle y crée un département de recherche expérimentale sur les cellules, le premier du genre en Allemagne. Elle obtient le statut de professeure au département de zoologie de l'université en 1920. En 1923, elle est nommée à la faculté de médecine puis promue professeure agrégée avec plein statut de fonctionnaire en 1929. En avril 1930, son département devient indépendant sous le nom d'Institut de cytologie expérimentale (Institut für Experimentell Zellforschung) et elle en devient la directrice. Elle introduit les méthodes qu'elle avait utilisées aux États-Unis. Parmi ces nombreuses contributions, elle démontre que le cancer peut être propagé par des filtrats acellulaires contenant des virus. Elle est la première femme allemande à diriger un institut universitaire. Erdmann fonde le périodique Archiv für experimentelle Zellforschung en 1925 dont elle demeure rédacteur en chef jusqu'à sa mort et elle conçoit l'idée d'une Association internationale de cytologie expérimentale.

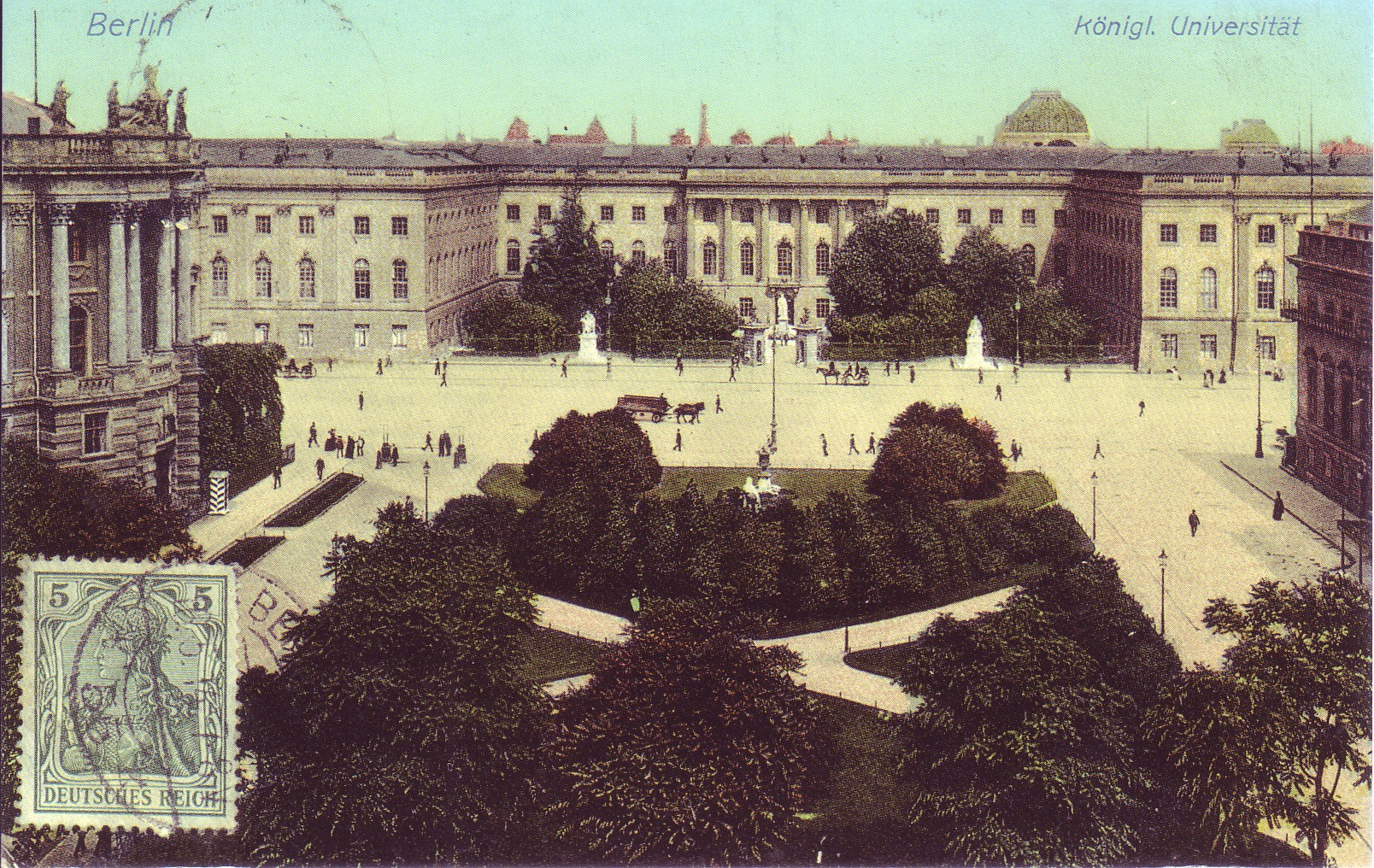
L'université Humboldt en 1900

Quand les nazis arrivent au pouvoir en 1933, elle est bannie du laboratoire après avoir été dénoncée comme juive par l'eugéniste Henry Zeiss et le chirurgien orthopédique Hermann Gocht. Quand cela se révèle faux, elle est accusée d'aider ses étudiants juifs à émigrer. Son institut est fermé et elle est obligée à prendre sa retraite. La Gestapo l'emprisonne au printemps 1933 puis la relâche sous la pression internationale. Le gouvernement finit par lui demander de créer un nouvel institut de cytologie expérimentale que sa santé fragile ne lui permettra pas de voir achevé.
Erdmann meurt à Berlin, le 24 août 1934, d'une attaque cardiaque.

## Reconnaissance
En 1992, la section allemande de l'Association européenne de culture tissulaire crée un fonds de recherche en l'honneur du Dr Rhoda Erdmann. En 2016, la Maison Rhoda Erdmann est inaugurée dans le Campus Nord des Sciences de la vie de l'Université Humboldt de Berlin.

## Publications (sélection)
- Rhoda Erdmann & Woodruff, Lorande Loss, The periodic reorganization process in Paramaecium caudatum, 1916, DOI 10.1002/jez.1400200203
- Rhoda Erdmann. Cytological observations on the behavior of chicken bone marrow in plasma medium. 1917, DOI 10.1002/aja.1000220105
- Rhoda Erdmann, New Facts and Views Concerning the Occurrence of a Sexual Process in the Myxosporidian Life Cycle, The American Naturalist, vol. 51, 1917
- Rhoda Erdmann, Immunization against cyanolophia, 1917, doi:10.3181/00379727-14-93
- Rhoda Erdmann, « Endomixis and size variations in pure lines of Paramecium aurelia. » Proceedings of the Society for Experimental Biology and Medicine. 1919 ;16(5):60-65. DOI 10.3181/00379727-16-37
- Rhoda Erdmann, Die Bedeutung der Gewebezüchtung für die Biologie 1), 1920, DOI 10.1055/s-0029-1193014
- Rhoda Erdmann, Praktikum der Gewebepflege oder Explantation besonders der Gewebezüchtung, 1922, Berlin : Julius Springer, (OCLC 1041022697)
- Rhoda Erdmann, Erzeugung des Flexner-Jobling-Tumors durch Filtrate. Z Krebs-forsch 27, 69–82 (1928). DOI 10.1007/BF02184786
- Rhoda Erdmann, Wirkung von tumorzellfreiem und tumorzellhaltigem Material auf Leber, Milz und Niere von konstitutionell geeigneten und ungeeigneten Tieren. Z Krebs-forsch 33, 189–218, 1931, DOI 10.1007/BF01792277